# Shelley-Ann Brown
Shelley-Ann Marie Brown, CM (* 15. März 1980 in Scarborough, Ontario) ist eine ehemalige kanadische Bobfahrerin.

## Biografie
Shelley-Ann Brown kam als Tochter von jamaikanischen Immigranten in Scarborough (heute Bezirk von Toronto) zur Welt. Sie wuchs im nahegelegenen Pickering auf. Später erhielt sie ein Stipendium an der University of Nebraska-Lincoln, wo sie als Leichtathletin aktiv war und ihren Bachelor in Biologie und ihren Master in Pädagogischer Psychologie absolvierte. 
2006 wechselte Brown zum Bobsport und war Anschieberin von Amanda Stepenko und Kaillie Humphries, mit der sie am 15. Dezember 2007 erstmals auf dem Podium bei einem Weltcup-Rennen stand. Aus dem Folgejahr resultiert auch mit Platz 5 bei der Weltmeisterschaft in Altenberg ihr bestes WM-Resultat. Bei den Olympischen Spielen 2010 in Vancouver ging sie mit Helen Upperton im Zweierbob-Rennen an den Start. Das Duo konnte sich, durch die beste Zeit im vierten Lauf, auf Rang zwei verbessern und gewann dadurch die Silbermedaille. 2011 feierten die beiden in Cesana Pariol ihren einzigen gemeinsamen Weltcup-Sieg, ehe sie ihre Karriere 2012 beendeten.